# Interlands Portugees voetbalelftal 1940-1949
Deze pagina toont een chronologisch en gedetailleerd overzicht van de interlands die het Portugees voetbalelftal heeft gespeeld in de periode 1940 – 1949.

## Interlands

### 1940
|                                                                      |                                             |       |                            |                                                                                      |
| 28 januari Vriendschappelijk № 43 «onderlinge duels» 14:15 uur (UTC) | Frankrijk                                   | 3 – 2 | Portugal                   | Parc des Princes, Parijs Toeschouwers: 18.083 Scheidsrechter: Edwin Bainbridge (ENG) |
| 28 januari Vriendschappelijk № 43 «onderlinge duels» 14:15 uur (UTC) | Oscar Heisserer 17' Désiré Koranyi 23', 75' |       | 83', 85' Fernando Peyroteo | Parc des Princes, Parijs Toeschouwers: 18.083 Scheidsrechter: Edwin Bainbridge (ENG) |

### 1941
|                                                                      |                                          |       |                                        | |
| 12 januari Vriendschappelijk № 44 «onderlinge duels» 15:00 uur (UTC) | Portugal                                 | 2 – 2 | Spanje                                 | Estádio José Manuel Soares, Lissabon Toeschouwers: 25.000 Scheidsrechter: Rinaldo Barlassina (ITA) |
| 12 januari Vriendschappelijk № 44 «onderlinge duels» 15:00 uur (UTC) | Carlos Pereira 59' Fernando Peyroteo 80' |       | 9' Guillermo Campanal 50' Josep Escolá | Estádio José Manuel Soares, Lissabon Toeschouwers: 25.000 Scheidsrechter: Rinaldo Barlassina (ITA) |

|                                                                      |                                                                            |       |                  |                                                                           |
| 16 maart Vriendschappelijk № 45 «onderlinge duels» 15:30 uur (UTC+1) | Spanje                                                                     | 5 – 1 | Portugal         | San Mamés, Bilbao Toeschouwers: 25.000 Scheidsrechter: Peco Bauwens (GER) |
| 16 maart Vriendschappelijk № 45 «onderlinge duels» 15:30 uur (UTC+1) | Herrerita 9' Guillermo Campanal 23' Paco Campos 25' Epi Fernández 75', 85' |       | 63' Arthur Pinga | San Mamés, Bilbao Toeschouwers: 25.000 Scheidsrechter: Peco Bauwens (GER) |

### 1942
|                                                                     |                                          |       |             |                                                                                                 |
| 1 januari Vriendschappelijk № 46 «onderlinge duels» 15:00 uur (UTC) | Portugal                                 | 3 – 0 | Zwitserland | Estádio José Manuel Soares, Lissabon Toeschouwers: 25.000 Scheidsrechter: Agustín Vilalta (ESP) |
| 1 januari Vriendschappelijk № 46 «onderlinge duels» 15:00 uur (UTC) | Alberto Gomes 26' Adolfo Mourão 43', 47' |       |             | Estádio José Manuel Soares, Lissabon Toeschouwers: 25.000 Scheidsrechter: Agustín Vilalta (ESP) |

### 1943
Geen interlands gespeeld.

### 1944
Geen interlands gespeeld.

### 1945
|                                                                      |                            |       |                                       |                                                                                           |
| 11 maart Vriendschappelijk № 47 «onderlinge duels» 16:00 uur (UTC+1) | Spanje                     | 2 – 2 | Portugal                              | Estádio Nacional do Jamor, Oeiras Toeschouwers: 55.000 Scheidsrechter: Eugen Scherz (SUI) |
| 11 maart Vriendschappelijk № 47 «onderlinge duels» 16:00 uur (UTC+1) | Fernando Peyroteo 70', 75' |       | 20' César Rodríguez 58' Epi Fernández | Estádio Nacional do Jamor, Oeiras Toeschouwers: 55.000 Scheidsrechter: Eugen Scherz (SUI) |

|                                                                   |                                                               |       |                            |                                                                                               |
| 6 mei Vriendschappelijk № 48 «onderlinge duels» 17:00 uur (UTC+2) | Spanje                                                        | 4 – 2 | Portugal                   | Estadio Municipal de Riazor, A Coruña Toeschouwers: 43.000 Scheidsrechter: Eugen Scherz (SUI) |
| 6 mei Vriendschappelijk № 48 «onderlinge duels» 17:00 uur (UTC+2) | Telmo Zarra 38', 41' Herrerita 70' César Rodríguez 76' (pen.) |       | 10', 87' Fernando Peyroteo | Estadio Municipal de Riazor, A Coruña Toeschouwers: 43.000 Scheidsrechter: Eugen Scherz (SUI) |

|                                                                    |                            |       |          |                                                                                  |
| 21 mei Vriendschappelijk № 49 «onderlinge duels» 15:00 uur (UTC+1) | Zwitserland                | 1 – 0 | Portugal | Stadion Rankhof, Bazel Toeschouwers: 20.000 Scheidsrechter: Pedro Escartín (ESP) |
| 21 mei Vriendschappelijk № 49 «onderlinge duels» 15:00 uur (UTC+1) | Hans-Peter Friedländer 51' |       |          | Stadion Rankhof, Bazel Toeschouwers: 20.000 Scheidsrechter: Pedro Escartín (ESP) |

### 1946
|                                                                      |                                          |       |                  |                                                                                   |
| 14 april Vriendschappelijk № 50 «onderlinge duels» 16:00 uur (UTC+1) | Portugal                                 | 2 – 1 | Frankrijk        | Estádio Nacional, Oeiras Toeschouwers: 62.000 Scheidsrechter: George Reader (ENG) |
| 14 april Vriendschappelijk № 50 «onderlinge duels» 16:00 uur (UTC+1) | Antonio Araújo 39' Fernando Peyroteo 72' |       | 68' Ernest Vaast | Estádio Nacional, Oeiras Toeschouwers: 62.000 Scheidsrechter: George Reader (ENG) |

|                                                                     |                                                |       |                   |                                                                                                |
| 16 juni Vriendschappelijk № 51 «onderlinge duels» 17:00 uur (UTC+1) | Portugal                                       | 3 – 1 | Ierland           | Estádio Nacional do Jamor, Oeiras Toeschouwers: 50.000 Scheidsrechter: Paul von Wartburg (SUI) |
| 16 juni Vriendschappelijk № 51 «onderlinge duels» 17:00 uur (UTC+1) | Fernando Peyroteo 7', 20' Rogério Carvalho 17' |       | 53' Jack O'Reilly | Estádio Nacional do Jamor, Oeiras Toeschouwers: 50.000 Scheidsrechter: Paul von Wartburg (SUI) |

### 1947
|                                                                       |                                            |       |                        |                                                                                           |
| 5 januari Vriendschappelijk № 52 «onderlinge duels» 15:00 uur (UTC+1) | Portugal                                   | 2 – 2 | Zwitserland            | Estádio Nacional do Jamor, Oeiras Toeschouwers: 25.000 Scheidsrechter: Jack Barrick (ENG) |
| 5 januari Vriendschappelijk № 52 «onderlinge duels» 15:00 uur (UTC+1) | Rogério Carvalho 17' Francisco Moreira 50' |       | 7', 55' Jacques Fatton | Estádio Nacional do Jamor, Oeiras Toeschouwers: 25.000 Scheidsrechter: Jack Barrick (ENG) |

|                                                                      |                                                 |       |                   |                                                                                            |
| 26 januari Vriendschappelijk № 53 «onderlinge duels» 15:00 uur (UTC) | Portugal                                        | 4 – 1 | Spanje            | Estádio Nacional do Jamor, Oeiras Toeschouwers: 68.000 Scheidsrechter: Jim Wiltshire (ENG) |
| 26 januari Vriendschappelijk № 53 «onderlinge duels» 15:00 uur (UTC) | Antonio Araújo 15', 32' José Travassos 60', 88' |       | 1' Rafael Iriondo | Estádio Nacional do Jamor, Oeiras Toeschouwers: 68.000 Scheidsrechter: Jim Wiltshire (ENG) |

|                                                                      |                |       |          |                                                                                                  |
| 23 maart Vriendschappelijk № 54 «onderlinge duels» 15:00 uur (UTC+1) | Frankrijk      | 1 – 0 | Portugal | Stade olympique Yves-du-Manoir, Colombes Toeschouwers: 57.791 Scheidsrechter: Jack Barrick (ENG) |
| 23 maart Vriendschappelijk № 54 «onderlinge duels» 15:00 uur (UTC+1) | René Bihel 41' |       |          | Stade olympique Yves-du-Manoir, Colombes Toeschouwers: 57.791 Scheidsrechter: Jack Barrick (ENG) |

|                                                                   |         |                                      |          |                                                                                |
| 4 mei Vriendschappelijk № 55 «onderlinge duels» 15:30 uur (UTC+1) | Ierland | 0 – 2                                | Portugal | Dalymount Park, Dublin Toeschouwers: 31.618 Scheidsrechter: Henry Pearce (ENG) |
| 4 mei Vriendschappelijk № 55 «onderlinge duels» 15:30 uur (UTC+1) |         | 13' Jesus Correia 34' Antonio Araújo |          | Dalymount Park, Dublin Toeschouwers: 31.618 Scheidsrechter: Henry Pearce (ENG) |

|                                                                    |          | |          |                                                                                                |
| 25 mei Vriendschappelijk № 56 «onderlinge duels» 16:30 uur (UTC+1) | Portugal | 0 – 10                                                                                              | Engeland | Estádio Nacional do Jamor, Oeiras Toeschouwers: 65.000 Scheidsrechter: Charles Delasalle (FRA) |
| 25 mei Vriendschappelijk № 56 «onderlinge duels» 16:30 uur (UTC+1) |          | 1', 59', 71', 77' Stan Mortensen 2', 11', 38', 61' Tommy Lawton 21' Tom Finney 85' Stanley Matthews |          | Estádio Nacional do Jamor, Oeiras Toeschouwers: 65.000 Scheidsrechter: Charles Delasalle (FRA) |

|                                                                       |                                          |       |                                               |                                                                                       |
| 23 november Vriendschappelijk № 57 «onderlinge duels» 15:00 uur (UTC) | Portugal                                 | 2 – 4 | Frankrijk                                     | Estádio Nacional, Oeiras Toeschouwers: 70.000 Scheidsrechter: Paul von Wartburg (SUI) |
| 23 november Vriendschappelijk № 57 «onderlinge duels» 15:00 uur (UTC) | Fernando Peyroteo 32' Antonio Araújo 71' |       | 47', 51', 77' Ernest Vaast 85' Larbi Benbarek | Estádio Nacional, Oeiras Toeschouwers: 70.000 Scheidsrechter: Paul von Wartburg (SUI) |

### 1948
|                                                                      |                                               |       |          |                                                                                 |
| 21 maart Vriendschappelijk № 58 «onderlinge duels» 17:00 uur (UTC+1) | Spanje                                        | 2 – 0 | Portugal | Estadio Chamartín, Madrid Toeschouwers: 80.000 Scheidsrechter: Bill Evans (ENG) |
| 21 maart Vriendschappelijk № 58 «onderlinge duels» 17:00 uur (UTC+1) | César Rodríguez 32' Agustín Gaínza 48' (pen.) |       |          | Estadio Chamartín, Madrid Toeschouwers: 80.000 Scheidsrechter: Bill Evans (ENG) |

|                                                                    |                                  |       |         |                                                                                               |
| 23 mei Vriendschappelijk № 59 «onderlinge duels» 16:00 uur (UTC+1) | Portugal                         | 2 – 0 | Ierland | Estádio Nacional do Jamor, Oeiras Toeschouwers: 50.000 Scheidsrechter: Generoso Dattilo (ITA) |
| 23 mei Vriendschappelijk № 59 «onderlinge duels» 16:00 uur (UTC+1) | Fernando Peyroteo 22' Albano 26' |       |         | Estádio Nacional do Jamor, Oeiras Toeschouwers: 50.000 Scheidsrechter: Generoso Dattilo (ITA) |

### 1949
|                                                                         |                                                                                    |       |              |                                                                                     |
| 27 februari Vriendschappelijk № 60 «onderlinge duels» 15:00 uur (UTC+1) | Italië                                                                             | 4 – 1 | Portugal     | Stadio Luigi Ferraris, Genua Toeschouwers: 60.000 Scheidsrechter: Victor Sdez (FRA) |
| 27 februari Vriendschappelijk № 60 «onderlinge duels» 15:00 uur (UTC+1) | Romeo Menti 57' Riccardo Carapellese 67' Valentino Mazzola 75' Virgilio Maroso 81' |       | 21' Lourenço | Stadio Luigi Ferraris, Genua Toeschouwers: 60.000 Scheidsrechter: Victor Sdez (FRA) |

|                                                                    |                       |       |                 |                                                                                                |
| 20 maart Vriendschappelijk № 61 «onderlinge duels» 16:00 uur (UTC) | Portugal              | 1 – 1 | Spanje          | Estádio Nacional do Jamor, Oeiras Toeschouwers: 54.000 Scheidsrechter: Charles Delasalle (FRA) |
| 20 maart Vriendschappelijk № 61 «onderlinge duels» 16:00 uur (UTC) | Fernando Peyroteo 57' |       | 47' Telmo Zarra | Estádio Nacional do Jamor, Oeiras Toeschouwers: 54.000 Scheidsrechter: Charles Delasalle (FRA) |

|                                                                    |                            |       |                                         |                                                                                               |
| 15 mei Vriendschappelijk № 62 «onderlinge duels» 17:00 uur (UTC+1) | Portugal                   | 3 – 2 | Wales                                   | Estádio Nacional do Jamor, Oeiras Toeschouwers: 51.000 Scheidsrechter: Generoso Dattilo (ITA) |
| 15 mei Vriendschappelijk № 62 «onderlinge duels» 17:00 uur (UTC+1) | Patalino 39' José Mota 65' |       | 11', 40' Trevor Ford 79' Manuel Vasques | Estádio Nacional do Jamor, Oeiras Toeschouwers: 51.000 Scheidsrechter: Generoso Dattilo (ITA) |

|                                                                    |                |       |          |                                                                                  |
| 22 mei Vriendschappelijk № 63 «onderlinge duels» 15:30 uur (UTC+1) | Ierland        | 1 – 0 | Portugal | Dalymount Park, Dublin Toeschouwers: 28.108 Scheidsrechter: Marcel Le Foll (FRA) |
| 22 mei Vriendschappelijk № 63 «onderlinge duels» 15:30 uur (UTC+1) | Paddy Coad 43' |       |          | Dalymount Park, Dublin Toeschouwers: 28.108 Scheidsrechter: Marcel Le Foll (FRA) |

Albanië · België · Bulgarije · Denemarken · Duitsland · Engeland · Estland · Finland · Frankrijk · Griekenland · Hongarije · Ierland · IJsland · Israël · Italië · Joegoslavië · Kroatië · Letland · Litouwen · Luxemburg · Nederland · Noord-Ierland · Noorwegen · Oostenrijk · Polen · Portugal · Roemenië · Schotland · Slowakije · Spanje · Tsjecho-Slowakije · Turkije · Wales · Zweden · Zwitserland
FPF · A-internationals · Selecties · Statistieken · Bondscoaches · Portugees vrouwenelftal · Olympisch elftal · Portugal U21 · Portugal U20 · Portugal U19 · Portugal U18 · Portugal U17 · Vrouwen U17
1921 – 1929 · 
1930 – 1939 · 
1940 – 1949 · 
1950 – 1959 · 
1960 – 1969 · 
1970 – 1979 · 
1980 – 1989 · 
1990 – 1999 · 
2000 – 2009 · 
2010 – 2019 · 
2020 – 2029
EK's: 1984 · 
1996 · 
2000 · 
2004 · 
2008 · 
2012 · 
2016 · 
2020 · 
2024
WK's: 1966 · 
1986 · 
2002 · 
2006 · 
2010 · 
2014 · 
2018 · 
2022
OS: 1928 · 
1996 · 
2004 · 
2016
1921 · 
1922 · 
1923 · 
1924 · 
1925 · 
1926 · 
1927 · 
1928 · 
1929 · 
1930 · 
1931 · 
1932 · 
1933 · 
1934 · 
1935 · 
1936 · 
1937 · 
1938 · 
1939 · 
1940 · 
1942 · 
1943 · 1944 · 
1945 · 
1946 · 
1947 · 
1948 · 
1949 ·
1950 · 
1951 · 
1952 · 
1953 · 
1954 · 
1955 · 
1956 · 
1957 · 
1958 · 
1959 ·
1960 · 
1961 · 
1962 ·
1963 ·
1964 · 
1965 · 
1966 · 
1967 · 
1968 · 
1969 ·
1970 · 
1971 · 
1972 · 
1973 · 
1974 · 
1975 · 
1976 · 
1977 · 
1978 · 
1979 ·
1980 · 
1981 · 
1982 · 
1983 · 
1984 · 
1985 · 
1986 · 
1987 · 
1988 · 
1989 · 
1990 · 
1991 ·
1992 · 
1993 · 
1994 · 
1995 · 
1996 · 
1997 · 
1998 · 
1999 · 
2000 · 
2001 · 
2002 · 
2003 · 
2004 · 
2005 · 
2006 · 
2007 · 
2008 · 
2009 · 
2010 · 
2011 · 
2012 · 
2013 ·
2014 ·
2015 ·
2016 ·
2017 ·
2018 ·
2019 ·
2020 ·
2021 ·
2022
Albanië ·
Algerije ·
Andorra ·
Angola ·
Argentinië ·
Armenië ·
Azerbeidzjan ·
België ·
Bolivia ·
Bosnië-Herzegovina ·
Brazilië ·
Bulgarije ·
Canada ·
Chili ·
China ·
Cyprus ·
DDR ·
Denemarken ·
Duitsland ·
Ecuador ·
Egypte ·
Engeland ·
Estland ·
Faeröer ·
Finland ·
Frankrijk ·
Gabon ·
Georgië ·
Ghana ·
Gibraltar ·
Griekenland ·
Hongarije ·
Ierland ·
IJsland ·
Iran ·
Israël ·
Italië ·
Ivoorkust ·
Joegoslavië ·
Kaapverdië ·
Kameroen ·
Kazachstan ·
Koeweit ·
Kroatië ·
Letland ·
Liechtenstein ·
Litouwen ·
Luxemburg ·
Malta ·
Marokko ·
Mexico ·
Moldavië ·
Mozambique ·
Nederland ·
Nieuw-Zeeland ·
Nigeria ·
Noord-Ierland ·
Noord-Korea ·
Noord-Macedonië ·
Noorwegen ·
Oekraïne ·
Oostenrijk ·
Panama ·
Paraguay ·
Polen ·
Qatar ·
Roemenië ·
Rusland ·
Saoedi-Arabië ·
Schotland ·
Servië ·
Slovenië ·
Slowakije ·
Sovjet-Unie ·
Spanje ·
Tsjechië ·
Tsjecho-Slowakije ·
Tunesië ·
Turkije ·
Uruguay ·
Verenigde Staten ·
Wales ·
Zuid-Afrika ·
Zuid-Korea ·
Zweden ·
Zwitserland
Angola (2006) ·
België (2021) ·
Brazilië (2010) · 
Denemarken (2012) ·
Duitsland (2006) ·
Duitsland (2008) ·
Duitsland (2012) ·
Duitsland (2014) ·
Duitsland (2021) ·
Engeland (2000) ·
Engeland (2006) ·
Frankrijk (2006) ·
Frankrijk (2016) ·
Frankrijk (2021)  ·
Ghana (2014) ·
Griekenland (2004, 2) · 
Hongarije (2021) · 
IJsland (2016) · 
Iran (2006) ·
Iran (2018) ·
Marokko (2018) ·
Marokko (2022) ·
Mexico (2006) ·
Nederland (2006) ·
Nederland (2012) ·
Oostenrijk (2016) · 
Spanje (2012) · 
Spanje (2018) ·
Tsjechië (2008) ·
Tsjechië (2012) · 
Turkije (2008) ·
Verenigde Staten (2014) ·
Uruguay (2018) ·
Zuid-Korea (2022) · 
Zwitserland (2008) · 
Zwitserland (2022)